# 黑西希海姆
黑西希海姆是德国巴登-符腾堡州的一个市镇。总面积5.03平方公里，总人口2229人，其中男性1098人，女性1131人（2011年12月31日），人口密度443人/平方公里。